# Santiago Castroviejo
Santiago Castroviejo y Bolíbar (Tirán, Moaña, Pontevedra, 27 de agosto de 1946 - Madrid, 30 de septiembre de 2009) fue un botánico español.

## Biografía
Se doctoró en biología por la Universidad Complutense de Madrid en 1972. Santiago Castroviejo fue profesor de Investigación del Real Jardín Botánico (Consejo Superior de Investigaciones Científicas), director del Real Jardín Botánico de Madrid entre 1984 y 1994. Director científico del proyecto Coiba en la Estación Biológica de Coiba (Panamá), investigador principal del proyecto Flora iberica, Investigador principal del proyecto Anthos Sistema de Información sobre las Plantas de España, miembro del comité ejecutivo y del “Steering Committee” respectivamente de los proyectos: Euro+Med PlantBase y Species Plantarum Project-Flora of the World , presidente de la Real Sociedad Española de Historia Natural, académico de número de la Real Academia de Ciencias Exactas, Físicas y Naturales y Médaille du Conseil de la Société Botanique de France, entre otras importantes distinciones científicas. Fue Premio Nacional de Investigación 2009. Dirigió 19 tesis doctorales y fue autor de más de 150 trabajos de investigación publicados en revistas científicas nacionales e internacionales.

## Selección de publicaciones
- Castroviejo, S. & Ibáñez, A. (eds.) 2006. Estudios sobre la biodiversidad en la región de Bahía Honda. Biblioteca de Ciencias (CSIC) - RACEFyN. 835 pp.

- Castroviejo, S.; Sánchez-Monge, E. 2004. De familias géneros y especies. La eterna búsqueda de la estabilidad en la clasificación biológica. Discurso de ingreso en el Real Academia de Cienciencias Exactas, Físicas y Naturales. Madrid, 79 pp.

- Castroviejo, S. (Coord. Gen.) 2008. Flora iberica, XVIII. xlvii + 678 pp. CSIC, Madrid

- Castroviejo, S. 2008. Blysmus Panz. ex Schult. en S. Castroviejo (Coord. gen.), S. Castroviejo, M. Luceño, A. Galán, F.J. Cabezas & P. Jiménez Mejías (eds.) Flora iberica XVIII: 69-71

- Castroviejo, S. 2008. Cladium P.Browne, en S. Castroviejo (Coord. gen.), S. Castroviejo, M. Luceño, A. Galán, F.J. Cabezas & P. Jiménez Mejías (eds.) Flora iberica XVIII:102-104

- Castroviejo, S. 2008. Cyperus L., en S. Castroviejo (Coord. gen.), S. Castroviejo, M. Luceño, A. Galán, F.J. Cabezas & P. Jiménez Mejías (eds.) Flora iberica XVIII: 8-27

- Castroviejo, S. 2008. Kyllinga Rottb., en S. Castroviejo (Coord. gen.), S. Castroviejo, M. Luceño, A. Galán, F.J. Cabezas & P. Jiménez Mejías (eds.). Flora iberica XVIII: 32-34

- Castroviejo, S. 2008. Pycreus P.Beauv., en S. Castroviejo (Coord. gen.), S. Castroviejo, M. Luceño, A. Galán, F.J. Cabezas & P. Jiménez Mejías (eds.). Flora iberica XVIII: 27-32

- Castroviejo, S. 2008. Scirpoides Ség., en S. Castroviejo (Coord. gen.), S. Castroviejo, M. Luceño, A. Galán, F.J. Cabezas & P. Jiménez Mejías (eds.). Flora iberica XVIII: 60-62

- Castroviejo, S. 2006. Más sobre Cyperus y Kylinga en la Península ibérica. Acta Bot. Malacitana 31: 232-238

- Castroviejo, S. 2006. Presentación. En S. Castroviejo & A. Ibáñez (eds.) 2006. Estudios sobre la biodiversidad en la región de Bahía Honda: 13-14. Biblioteca de Ciencias (CSIC) - RACEFyN

- Castroviejo, S. 2006. Taxonomy, Floras and Conservation; en E. Leadlay & S.L. Jury (eds.) 2006. Taxonomy and Plant Conservation: the Cornerstone of the Conservation and the Sustainable Use of Plants: 96-100. Cambridge University Press

- Castroviejo, S.; Aedo, C. & Medina, L. 2006. Management of floristic information on the Internet: the Anthos solution. Willdenowia 36: 127-136

- Quintanar, A; Catalán, P; Castroviejo, S. 2006. Adscription of Parafestuca albida (Lowe) e.b. Alexeev to Koeleria Pers. Taxon 55 (3): 664-670

- Castroviejo, S. 2003. Heracleum L. In: Nieto Feliner, G., S. L. Jury & A. Herrero (eds.) Flora iberica 10: 365-368.CSIC, Madrid

- Brummitt, R. K.,Castroviejo, S., Chikuni, A. C., Orchard A. E., Smith, G. F. & Wagner, W.L. 2001. The Species Plantarum Project, an international collaborative initiative for higher plant taxonomy. Taxon 50: 1217-1230

## Honores

### Epónimos
Le ha sido dedicado el género Castroviejoa Galbany, L.Sáez & Benedí 2004
y diversas especies:
- Acalypha castroviejoi Cardiel in Brittonia 46(3): 205. 1994
- Amphibolips castroviejoi Medianero & Nieves-Aldrey in Zootaxa 2360: 48. 2010
- Aragoa castroviejoi Fern. Alonso in Anales Jard. Bot. Madrid 51(1): 82. 1993
- Armeria castroviejoi Nieto Fel. in Anales Jard. Bot. Madrid 44(2): 330. 1987
- Astragalus castroviejoi Talavera & Sánchez-Gómez in Anales Jard. Bot. Madrid 67(1): 42. 2010
- Carex castroviejoi Luceño & Jim.Mejías in Acta Bot. Malacitana 34. 2009
- Cuscuta castroviejoi M.Á.García in Ann. Bot. Fenn. 36(3): 167. 1999
- Filago castroviejoi Andrés-Sánchez, D.Gut.Larr., E.Rico & M.M.Mart.Ort. in Bot. J. Linn. Soc. 179(4): 748. 2015
- Hippocrepis castroviejoi Talavera & E.Domínguez in Anales Jard. Bot. Madrid 57(2): 461. 2000
- Hyptis jacobi Fern.Alonso in Anales Jard. Bot. Madrid 67(2): 127-135. 2010
- Ophrys × castroviejoi Serra & J.X. Soler in An. Jard. Bot. Madrid 69(2): 237. 2012
- Rubus castroviejoi Mon.-Huelin in Bot. J. Linn. Soc. 115(1): 52. 1994
- Trinia castroviejoi Gómez Nav., Roselló, E.Laguna, P.P.Ferrer, Peris, A. Guillén, A. Valdés & Sanchis in Sabuco 11: 18. 2015

Entre sus amigos se le conocía con el nombre de Tatayo, epíteto que se usó para dedicarle una especie:
- Colymbada × tatayana (Fern.Casas & Susanna) Fern.Casas & Susanna in Fontqueria 2: 20 (1982) [= Centaurea × tatayana Fern. Casas & A. Susanna (= C. toletana Boiss. & Reuter var. toletana x C. ornata Willd.) in Anales Jard. Bot. Madrid 38(2): 530. 1982]
- La abreviatura «Castrov.» se emplea para indicar a Santiago Castroviejo como autoridad en la descripción y clasificación científica de los vegetales.[4]

Se poseen, a diciembre de 2014, 73 registros de especies identificadas y nombradas, en IPNI (International Plant Names Index).